# GenerativeComponents
GenerativeComponents é um software de CAD desenvolvido pela Bentley Systems que foi inicialmente introduzido em 2003. Tornou-se usado na prática profissional de projeto de arquitetura pela comunidade de Londres, em torno de 2005, sendo comercialmente lançado em 2007.